# Desaguadero (Argentine)
Pour les articles homonymes, voir Desaguadero (homonymie).
Desaguadero est une localité rurale argentine située dans les départements de La Paz et Juan Martín de Pueyrredón, province de Mendoza.

## Histoire
Desaguadero était l'un des postes du Camino Real del Oeste (chemin royal de l'Ouest), et était une étape pour ceux qui voyageaient de Buenos Aires à San Luis, Mendoza et Santiago (Chili).
Peter Schmidtmeyer est l'un des voyageurs qui ont visité la ville dans la première moitié du XIXe siècle. Dans son livre Viaje a Chile a través de Los Andes, publié à Londres en 1824, il évoque ainsi son passage à travers celui-ci : « Nous avons traversé le désert, qui est un terrain ascendant avec une extension d'environ 50 miles, sans aucune eau sauf une faible source, parfois sèche, à mi-chemin, et après avoir descendu le doux versant ouest de cet endroit, nous sommes arrivés au poste de Desaguadero : un logement misérable, où un barbecue en bois avec un morceau de viande rôtie et une ressource pittoresque des ouvriers compensaient le manque de vaisselle. Près des ranchos coule la rivière avec un peu d'eau qui est surtout couverte de roseaux et habitée par des canards sauvages, des oies et des cygnes... ».
Sur la base d'un croquis réalisé sur place, l'Italien Agostino Aglio a réalisé une lithographie illustrant ce lieu, dans laquelle, outre les voyageurs arrivés au poste, on voit « la troupe des chevaux qui sont conduits au corral, où certains seront choisis pour couvrir la prochaine étape ; ils sont tous amenés pour qu'ils ne perdent pas l'habitude de monter ensemble », comme il l'explique,.

## Géographie
La localité compte 520 habitants (Indec, 2010), dont 424 correspondent à Mendoza, et 96 à San Luis. Au recensement précédent, elle comptait 619 habitants (Indec, 2001).